# Sidney Godolphin (poeta)

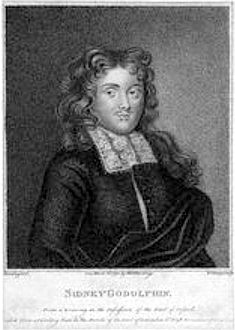
Sidney Godolphin

Sidney Godolphin (ur. 1610, zm. 1643) – angielski polityk i poeta, zaliczany do grupy „poetów metafizycznych”.
Był kilkakrotnie wybierany do Izby Gmin. Opowiadał się po stronie rojalistów. W czasie wojny domowej stanął po stronie króla Karola I Stuarta dołączając do oddziału Ralpha Hoptona. Zginął w potyczce w Chagford w hrabstwie Devon.
Popularnym utworem Sidneya Godolphina jest wiersz (kolęda), opowiadająca o pokłonie Trzech Króli Lord when the wise men came from far.